# La Hulpe
La Hulpe (en való L'Elpe, neerlandès Terhulpen) és un municipi belga del Brabant Való a la regió valona. Limita amb Lasne, Rixensart (Genval), Waterloo, Overijse i Hoeilaart. L'1 de gener del 2024 tenia 7.531 habitants.